# Royal Crescent
Royal Crescent – ciąg 30 budynków mieszkalnych (crescent) w Bath w Wielkiej Brytanii, wzniesiony w 2. połowie XVIII wieku, zabytek Wielkiej Brytanii klasy I.

## Historia
Obiekt zaprojektował John Wood młodszy. Powstał on w latach 1767–1775. Prawdopodobnie koncepcja założenia powstała na podstawie Circus w Bath, który razem z Gay Street i Queen Square tworzy jedyny w swoim rodzaju w kompleks budynków w Europie. Podobne mniejsze założenie (Crescent i Circus) powstało także w Minories w Londynie w 1768 roku według projektu George’a Dance’a młodszego (Circus nie zachował się, a Crescent przetrwał częściowo).
Założenie stanowiło architektoniczną inspirację w Wielkiej Brytanii do XIX wieku. Imitację założenia wzniesiono w Buxton; John Carr na zamówienie 5. księcia Devonshire Williama Cavendisha zaprojektował zbliżone założenie (powstało w latach 1779–1781), zmodyfikował pierwowzór wprowadzając na parterze loggie zamknięte półkolistymi łukami. W 1788 roku powstało Camden Crescent w Bath według projektu Johna Eveleigha. Inne projekty to Lansdown Crescent w Bath autorstwa Johna Palmera i Somerset Place w Bath Johna Eveleigha. W 1798 roku zbudowano Royal Crescent w Brighton.
Założenie zostało wpisane do rejestru zabytków 11 czerwca 1950 roku (nr. rej. 1394736).

## Architektura
Założenie jest zbudowane na planie połowy elipsy w stylu neoklasycyzmu. Obejmuje 30 domów. Wewnętrzna elewacja jest poprzedzielana rzędem kolumn jońskich wspartych na wysokiej bazie. Przestrzeń otoczoną przez łuk wypełnia niegdyś prywatny trawnik, który oddziela aha od sąsiadującego z założeniem publicznego parku. 

## Galeria

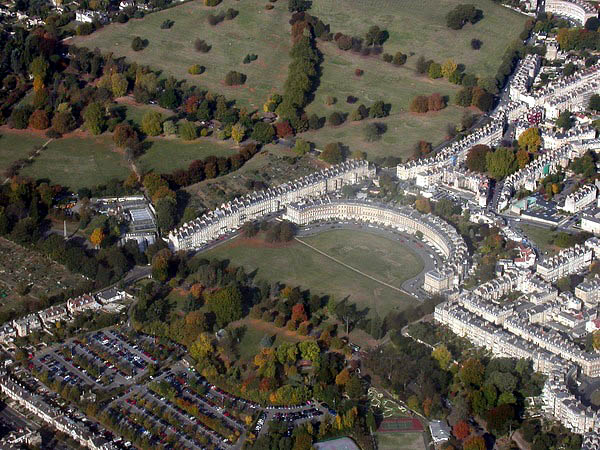
Widok z lotu ptaka
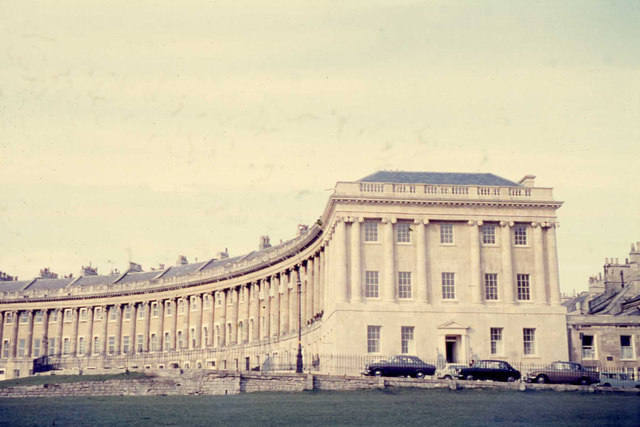
Fragment łuku zabudowy
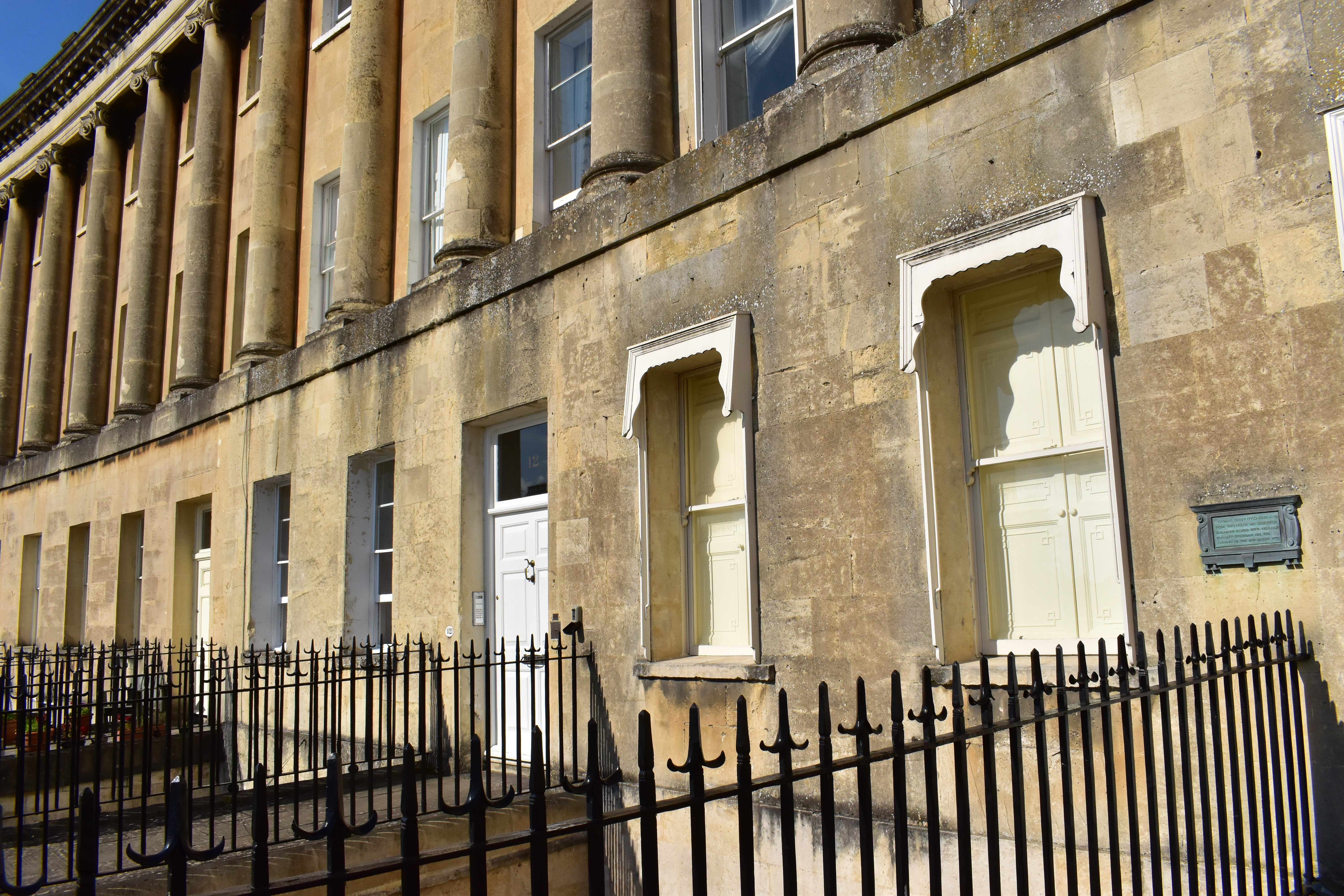
Parter
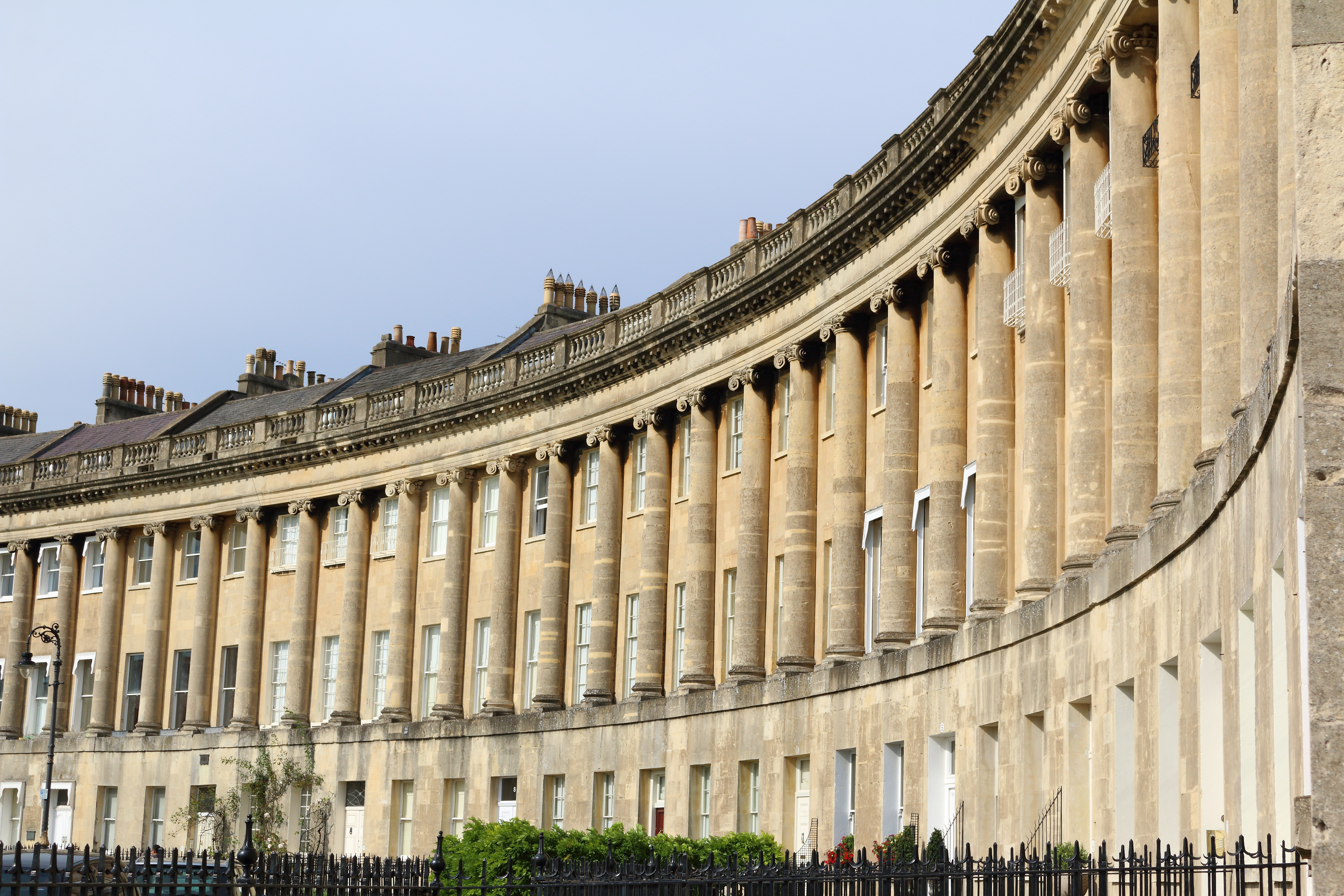
Kolumnada
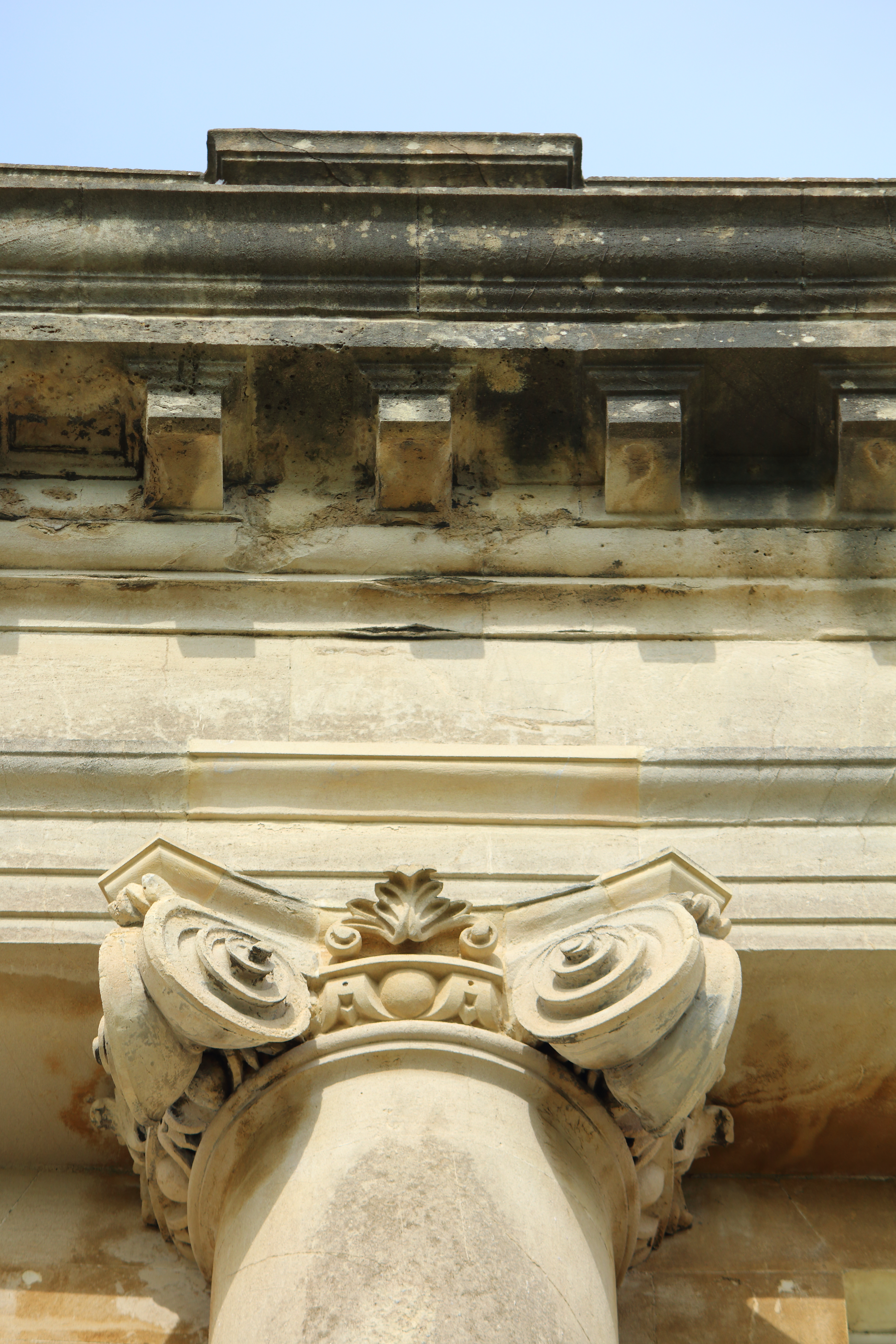
Kapitel jednej z kolumn
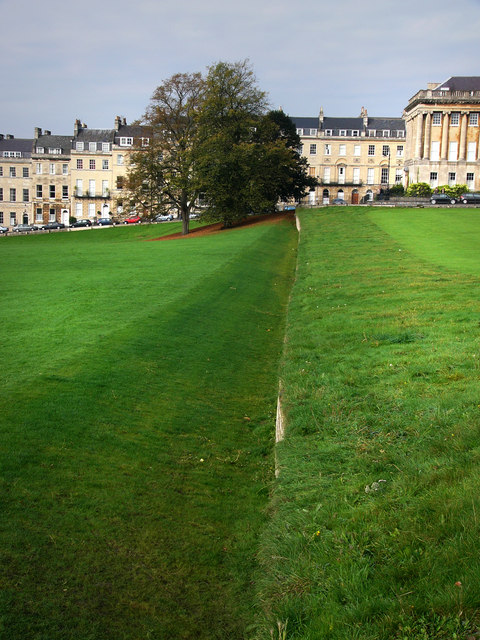
Aha